# Giovani Bernard
Giovani Govan Bernard (Davie, 22 novembre 1991) è un giocatore di football americano statunitense che milita nel ruolo di running back per i Tampa Bay Buccaneers della National Football League (NFL). Fu scelto nel corso del secondo giro (37º assoluto) del Draft NFL 2013 dai Bengals. Al college ha giocato a football all’Università della Carolina del Nord a Chapel Hill.

## Carriera

### Cincinnati Bengals
Bernard era considerato uno dei migliori running back selezionabili nel Draft NFL 2013 e fu scelto nel corso del secondo giro dai Cincinnati Bengals. Debuttò come professionista nella sconfitta della settimana 1 contro i Chicago Bears in cui corse 22 yard su 4 tentativi. Nel Monday Night Football della settimana successiva, vinto contro i Pittsburgh Steelers, Bernard segnò i suoi primi touchdown nella NFL, uno su corsa e uno su una ricezione da 27 yard. Il secondo TD su corsa lo segnò nella vittoria della settimana successiva contro i Green Bay Packers, in cui corse 50 yard e ricevette 4 passaggi per 49 yard. Per questa prestazione fu premiato come rookie della settimana.
Nella settimana 6, Bernard segnò il suo secondo touchdown su ricezione stagionale, nella vittoria in trasferta sui Buffalo Bills. Tre settimane dopo guidò i Bengals con 79 yard corse e 2 touchdown contro i Miami Dolphins, incluso uno da 35 yard che fu una delle azioni più eccitanti della stagione, ma la sua squadra fu sconfitta ai supplementari dopo che il giocatore fu costretto a uscire nel finale per un infortunio alla costola. Nella settimana 10 i Bengals furono ancora sconfitti ai supplementari, questa volta contro i Baltimore Ravens, col rookie che segnò il suo terzo TD su ricezione. La prima annata di Bernard con terminò con 695 yard corse e 5 touchdown su corsa e 514 yard ricevute, con altri tre touchdown. I Bengals vinsero la propria division ma furono eliminati nel primo turno di playoff dai San Diego Chargers.

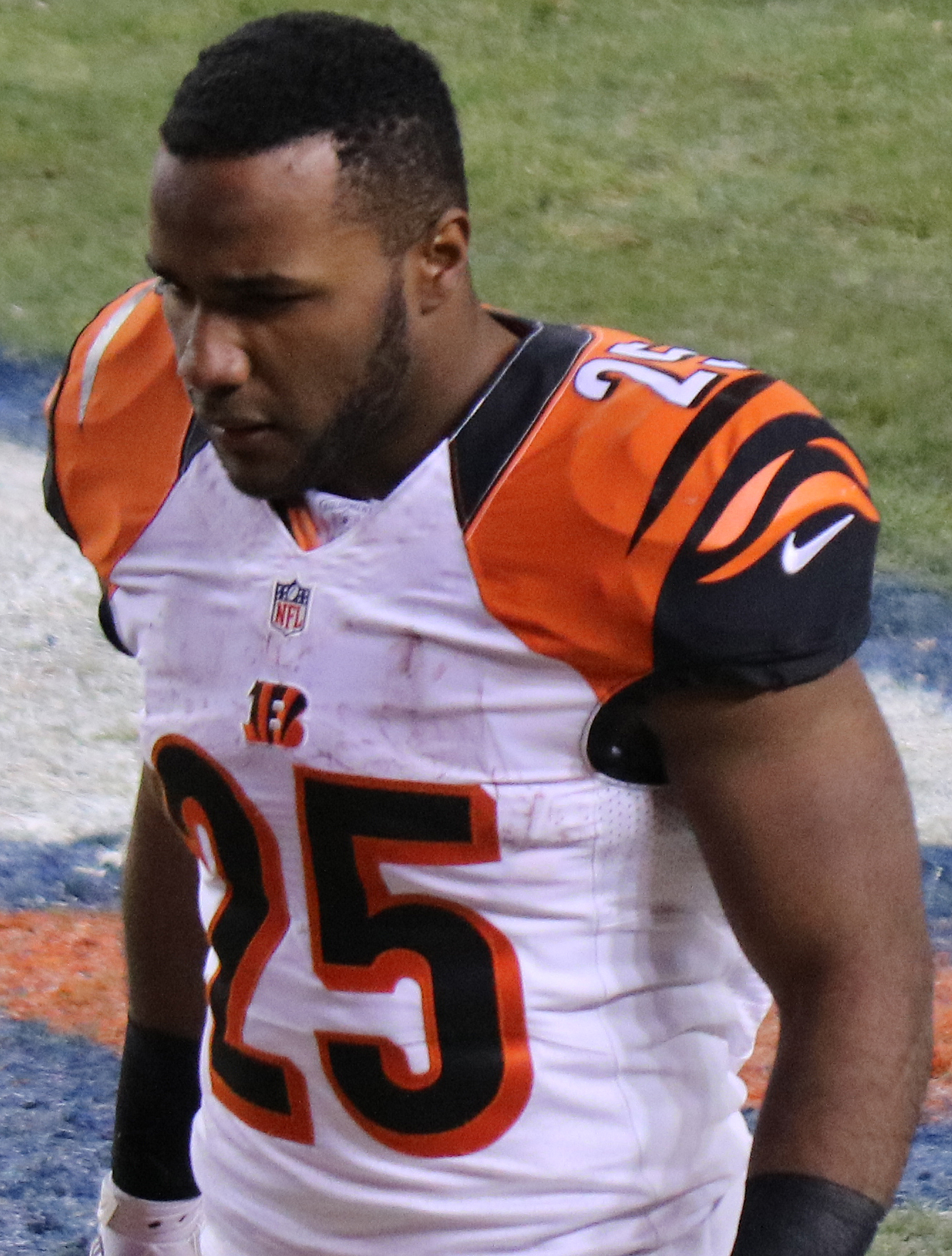
Bernard nel 2015

Nella settimana 2 della stagione 2014, dopo l'infortunio a inizio gara di A.J. Green, Bernard si caricò sulle spalle l'attacco dei Bengals correndo 90 yard e un touchdown e ricevendo 5 passaggi per 79 yard che fruttarono la vittoria sugli Atlanta Falcons. La domenica successiva segnò due touchdown su corsa, mantenendo Cincinnati imbattuta contro i Titans. Nella settimana 6 contro i Panthers, Bernard segnò un touchdown con una corsa da 89 yard che fu la seconda più lunga della storia dei Bengals, seconda solo a quella da 96 yard di Corey Dillon. La sua gara terminò con 137 yard corse. Nel penultimo segnò il suo primo TD su ricezione in stagione nella vittoria sui Denver Broncos che diede a Cincinnati la matematica qualificazione ai playoff. La sua seconda annata si chiuse con 680 yard corse e sette marcature (5 su corsa e 2 su ricezione) in 13 presenze, di cui nove come titolare.

### Tampa Bay Buccaneers
Il 14 aprile 2021 Bernard firmò con i Tampa Bay Buccaneers.

## Palmarès
- PFWA All-Rookie Team - 2013
- Rookie della settimana: 1

3ª del 2013